# Komenda Wojewódzka Policji w Szczecinie
Komenda Wojewódzka Policji w Szczecinie – jednostka organizacyjna Policji obejmująca swoim zasięgiem terytorium województwa zachodniopomorskiego, podlegająca bezpośrednio Komendzie Głównej Policji, znajdująca się przy ul. Małopolskiej 47 w Szczecinie. Od 28 lutego 2024 roku funkcję Komendanta Wojewódzkiego pełni nadinsp. Szymon Sędzik.

## Struktura organizacyjna Komendy
Według danych ze strony WWW instytucji:

### Komórki podległe Komendantowi Wojewódzkiemu
- Główny Księgowy
- Wydział Finansów
- Wydział Kontroli
- Wydział Kadr
- Wydział Doskonalenia Zawodowego
- Wydział Komunikacji Społecznej
- Wydział Bezpieczeństwa Informacji
- Sekcja Psychologów
- Zespół Prawny
- Audytor Wewnętrzny
- Zespół do Spraw Ochrony Praw Człowieka
- Oddział Prewencji Policji
- Samodzielny Pododdział Kontrterrorystyczny Policji

### Komórki podległe I Zastępcy Komendanta Wojewódzkiego
- Sztab Policji
- Wydział Prewencji
- Wydział Ruchu Drogowego
- Wydział Postępowań Administracyjnych
- Wydział Konwojowy

### Komórki podległe Zastępcy Komendanta Wojewódzkiego
- Wydział Kryminalny
- Wydział Wywiadu Kryminalnego
- Wydział Poszukiwań i Identyfikacji Osób
- Wydział do Walki z Korupcją
- Wydział do Walki z Przestępczością Gospodarczą
- Wydział Dochodzeniowo - Śledczy
- Laboratorium Kryminalistyczne
- Wydział Techniki Operacyjnej

- Wydział Zaopatrzenia i Inwestycji
- Wydział Łączności i Informatyki
- Wydział Transportu
- Zespół do Spraw Zamówień Publicznych
- Zespół Funduszy Pomocowych

## Jednostki podległe
Według danych ze strony WWW instytucji:

### Komendy Miejskie
- Komenda Miejska Policji w Koszalinie
- Komenda Miejska Policji w Szczecinie
- Komenda Miejska Policji w Świnoujściu

### Komendy Powiatowe
- Komenda Powiatowa Policji w Białogardzie
- Komenda Powiatowa Policji w Choszcznie
- Komenda Powiatowa Policji w Drawsku Pomorskim
- Komenda Powiatowa Policji w Goleniowie
- Komenda Powiatowa Policji w Gryficach
- Komenda Powiatowa Policji w Gryfinie
- Komenda Powiatowa Policji w Kamieniu Pomorskim
- Komenda Powiatowa Policji w Kołobrzegu
- Komenda Powiatowa Policji w Łobzie
- Komenda Powiatowa Policji w Myśliborzu
- Komenda Powiatowa Policji w Policach
- Komenda Powiatowa Policji w Pyrzycach
- Komenda Powiatowa Policji w Sławnie
- Komenda Powiatowa Policji w Stargardzie
- Komenda Powiatowa Policji w Szczecinku
- Komenda Powiatowa Policji w Świdwinie
- Komenda Powiatowa Policji w Wałczu